# 九三学社辽宁省委员会
九三学社辽宁省委员会，简称九三学社辽宁省委、九三辽宁省委、辽宁九三学社，是九三学社在辽宁省的地方组织。